# Kurdische Juden

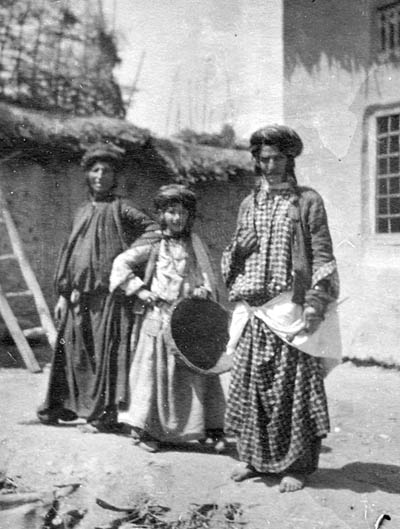
Kurdische Jüdinnen um 1905 bei Rawanduz (heutige Autonome Region Kurdistan)

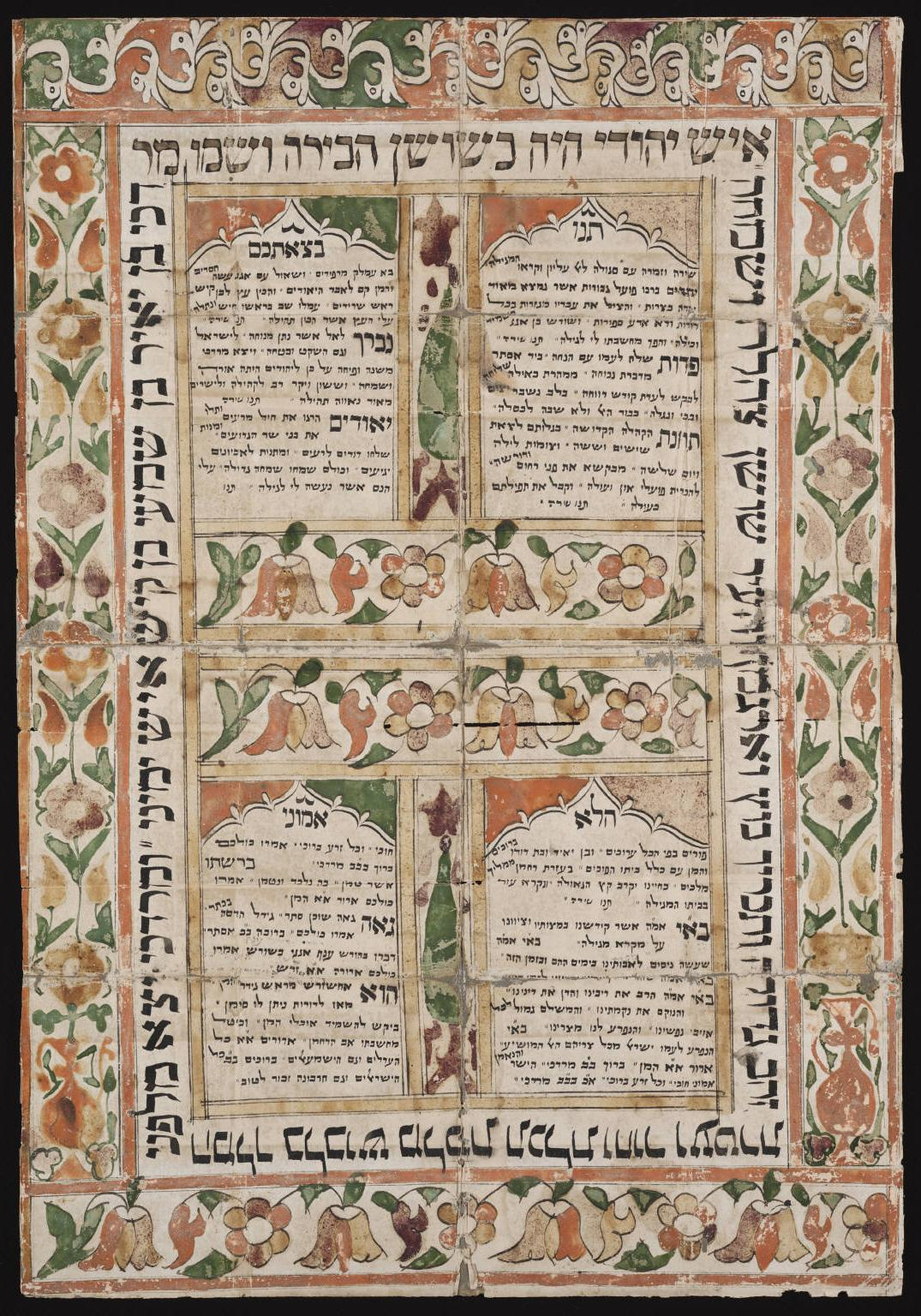
Illuminierte Handschrift aus Kurdistan, Mitte des 19. Jahrhunderts. Sie umfasst vier liturgische Gedichte, Verse aus dem Buch Ester und Segenswünsche, die bei kurdischen Juden während des Purimfestes vorgelesen wurden

Kurdische Juden oder auch Kurdistan-Juden (יהודי כורדיסתאן; Yehudei Kurdistan, kurdisch: Kurdên cihû) werden diejenigen Juden genannt, die seit alters her in dem Gebiet Kurdistan leben. Ihre Kultur und Kleidungsart ähneln denen der muslimischen Kurden. Bis zu der Massenauswanderung in den 1940er und 1950er Jahren nach Israel lebten sie in sich geschlossen und isoliert. Die kurdischen Juden sind ein Teil der Mizrachim. Schwerpunkt ihrer Siedlungsgebiete waren der heutige Nordirak und Westiran. Eine kleine jüdische Gemeinschaft gab es in Diyarbakır.

## Geschichte
Nach ihrer Überlieferung siedelten sich die ersten Juden nach der assyrischen Eroberung des Nordreichs Israel im 8. Jh. v. Chr. in der assyrischen Hauptstadt, die im heutigen Gebiet Kurdistan lag, an. Im 1. Jh. v. Chr. wählte das Reich Adiabene, dessen Hauptstadt das heutige Erbil ist, das Judentum als Religion aus. Nach den Berichten der jüdischen Reisenden Benjamin von Tudela und Petachja aus Regensburg aus dem 12. Jh. gab es ungefähr 100 jüdische Siedlungen in Kurdistan. Benjamin von Tudela erwähnte einen messianischen Führer namens David Alroi, der sich gegen den persischen König auflehnte und die Juden zurück nach Jerusalem führen wollte. Nach den Reiseberichten war das geistliche und wirtschaftliche Zentrum der kurdischen Juden die Stadt Mosul. Später siedelten sich jüdische Flüchtlinge aus Syrien und Palästina, die vor den Kreuzzügen flohen, in Kurdistan und Babylon an. Die Juden aus Mosul genossen zu der Zeit eine gewisse Autonomie.
Zwischen 1590 und 1670 lebte die Rabbinerin Asenath Barzani, die die Tora, den Talmud und die Kabbala lehrte. Als erste Frau leitete sie eine Jeschiwa. Sie erhielt den Titel Tanna'it. Asenath Barzani war auch für ihre Gedichte und Arbeiten über die hebräische Sprache bekannt. Ihre Werke sind auch deswegen wichtig, weil es die ersten Gedichte einer Frau im modernen Hebräisch sind.
Die wichtigsten jüdischen Stätten in Kurdistan sind die Gräber der Propheten Nahum in Alqosh, Jona bei Ninive und Daniel in Kirkuk. Außerdem zählen dazu einige Höhlen, die angeblich von Elija besucht wurden.
Kurdische Juden waren auch in der zionistischen Bewegung aktiv. So gehörte Moses Barzani, der mit seiner Familie in den 1920ern nach Jerusalem auswanderte, zu den Führern der Untergrundorganisation Lechi.

## Namen
Neben von benachbarten Kulturen übernommenen Namen und allgemeinen populären hebräischen Namen gibt es auch spezifische hebräische Namen, die gehäuft unter den kurdischen Juden vorkommen. Dazu gehört beispielsweise der Name Binydme, da sich die Juden der Region als Nachkommen des Stammes Benjamin ansehen. Daneben sind die Namen von Heiligen, deren Schreine und Gräber sich in der Region befinden, verbreitet. Dazu gehört Nahum, dessen Grab in Alqosh alljährlich von Tausenden besucht wird. Andere Namen sind Jonah, Nahum, Mordechai und Esther.

## Sprache

Sprecherorte und Verbreitungsgebiete der jüdisch-neuaramäischen Sprachformen Mitte 20. Jahrhundert: Hulaula (lila), Lishan Didan (grün), Lishanid Noshan (blau) und Lishana Deni (orange), das fast verschwundene Lishanid Janan (früher am Ostrand des Farbfeldes von Lishana Deni – in orange – gesprochen) ist nicht mehr eingezeichnet.

Benjamin von Tudela, der Kurdistan im mittleren 12. Jahrhundert bereiste, berichtete, dass die dort ansässigen Juden Aramäisch sprachen. Ihr Aramäisch enthält Lehnwörter aus dem Türkischen, Persischen, Kurdischen, Arabischen und Hebräischen. Die heutigen kurdischen Juden sprechen eine neuaramäische Sprache mit mehreren Dialekten, die nach ihren Siedlungsgebieten benannt sind:
- Urmiyah (Lishan Didan) (4.000 Sprecher)
- Sanadaj-Kerend (Hulaula) (10.000 Sprecher)
- Zachu-Amadiyah (Lishana Deni) (8.000 Sprecher)
- Erbil-Koi-Sanjaq (Lishanid Noshan) (2.000 Sprecher)
- Bijil (Lishanid Janan, Barzani) (fast ausgestorben)

Im 20. Jahrhundert übernahmen städtische Juden das Arabische als Erstsprache, wohingegen das Aramäische sich in den Bergregionen hielt. Da die meisten kurdischen Juden aus dem Irak nun in Israel leben, werden ihre Dialekte dort von der Amtssprache und den umgebenden Sprachen verdrängt. In Israel gibt es einige Siedlungen und Stadtviertel, in denen Aramäisch noch Umgangssprache jüdischer Gruppen aus Kurdistan (Nordirak) ist, nach Ethnologue einige Viertel im Raum Tel Aviv und Jerusalem (darunter auch in der Nähe der Hebräischen Universität) und in Mewasseret Zion. Es bestehen starke Verbindungen zwischen muslimischen Kurden in Kurdistan und von dort aus nach Israel ausgewanderten Juden. Neben dem Aramäischen sprechen die kurdischen Juden auch Kurdisch.
Sprachaufnahmen (Transkriptionen mit englischen Übersetzungen einstellbar):
- Die Sprecherin Qamar Dawudian aus Takab (jud.-aram. Tikan-Tapa nach dem aserb. Namen) spricht Judäo-Aramäisch. Nach Beschreibung ist es „Lishana Noshan“, nach Herkunftsort evtl. Hulaula.
- Die Sprecherin Rachma Cohen aus Zaxo spricht Lishana Deni.
- Die Sprecherin Rahel Gadi aus Urmia (jud.-aram. Urmi) spricht Lishan Didan.

## Vertreter
- Asenath Barzani (1590–1670), Rabbinerin
- Ilana Eliya (* 1955), israelische Sängerin
- Jitzchak Mordechai (* 1944), israelischer General und Politiker
- Yona Sabar (* 1938), Gelehrter, Linguist und Forscher
- Sabat Islambouli (1867–1940), kurdische Ärztin